# Шуклина, Ольга Александровна
Ольга Александровна Шуклина — российская самбистка, дзюдоистка и сумоистка, чемпионка СССР по самбо, чемпионка и призёр чемпионатов Европы по самбо, чемпионка мира по самбо, призёр чемпионата мира по сумо, тренер по борьбе. Заслуженный мастер спорта России (31.12.1993).

## Биография
Родители Шуклиной были инвалидами по зрению. Её отец скончался, когда ей было 12 лет.
Не смогла поступить в педагогический институт и потому поступила в педучилище, где увлеклась самбо и дзюдо. В 1986 году стала бронзовым призёром чемпионата России. Переехала в Киров, где её начал тренировать Андрей Мошанов. Стала чемпионкой России и членом сборной команды СССР. В 1991 году стала чемпионкой СССР, а в 1992 году — чемпионкой мира, после чего из-за травм прервала карьеру.
В 27 лет у неё родилась дочь Татьяна. В 1995 году снова вернулась в большой спорт. В 1997—1999 годах становилась чемпионкой и призёркой чемпионатов Европы, а в 1999 году — бронзовой призёркой чемпионата мира по сумо.